# Городнюк, Иван Владимирович
Иван Владимирович Городнюк (2 июня 1984, Березно, Ровенская область — 19 февраля 2014, там же) — погибший участник Евромайдана. Герой Украины (2014, посмертно).

## Биография
Юность прошла в общественной деятельности — это и членство в Союзе украинской молодежи, и в Молодежном национальном конгрессе, в которых он занимался художественными акциями, принимал участие в мероприятиях, лагере и тому подобном. Впоследствии активно участвовал в политической жизни края — был постоянным членом избирательных комиссий, наблюдателем. Последние годы жизни присоединился к ГО «Общества поиска жертв войны „Память“»: принимал участие в эксгумационных работах погибших воинов УПА и военных реконструкциях.
Был танцором хип-хопа, проводил занятия по аэробике и брейк-дансу. Его пригласили возглавить кружки современных танцев в районном Доме культуры, в некоторых учебных заведениях города и района.

## На Евромайдане
Родной брат героя Вадим Городнюк вспоминает последние дни жизни Ивана, который во время массовых протестов дважды ездил в столицу. «Последний раз приехал совсем истощенным — кроме того, что Ваню избили, он ещё и заболел пневмонией после того, как силовики его облили холодной водой, а до того он сильно поморозил нижние конечности. Домой мальчик прибыл в среду, в четверг обратился к местной районной больницы, получив только направление на флюорографию. В пятницу планировал начать лечение, но из-за ухудшения состояния здоровья не смог выйти из дома».

## Память
Сегодня березнивчане чтят память своего земляка Ивана Городнюка: в центре города Березно размещен стенд с фотографией героя, у которого постоянно горит лампадка и пахнут живые цветы; в учебных заведениях края проводятся тематические мероприятия памяти земляка-героя, который положил свою жизнь ради благополучия своего Надслучанского Полесья.
Общественным признанием отнесён к «Небесной сотне».

### Награды
- Звание Герой Украины с вручением ордена «Золотая Звезда» (21 ноября 2014, посмертно) — за гражданское мужество, патриотизм, героическое отстаивание конституционных принципов демократии, прав и свобод человека, самоотверженное служение Украинскому народу, обнаруженные во время Революции достоинства[1].
- Медаль «За жертвенность и любовь к Украине» (УПЦ КП, июнь 2015) (посмертно)[2].